# Cyanopterus anuphrievi
Cyanopterus anuphrievi är en stekelart som först beskrevs av Vladimir Ivanovich Tobias och Abdinbekova 1973.  Cyanopterus anuphrievi ingår i släktet Cyanopterus och familjen bracksteklar. Inga underarter finns listade i Catalogue of Life.